# Ратає (Ходзезький повіт)
Ратає (пол. Rataje, нім. Rattai) — село в Польщі, у гміні Ходзеж Ходзезького повіту Великопольського воєводства.
Населення — 962 особи (2011).
У 1975-1998 роках село належало до Пільського воєводства.

## Демографія
Демографічна структура станом на 31 березня 2011 року:
|          | Загалом | Допрацездатний вік | Працездатний вік | Постпрацездатний вік |
| -------- | ------- | ------------------ | ---------------- | -------------------- |
| Чоловіки | 482     | 123                | 317              | 42                   |
| Жінки    | 480     | 100                | 306              | 74                   |
| Разом    | 962     | 223                | 623              | 116                  |